# Xanthopimpla modesta
Xanthopimpla modesta là một loài tò vò trong họ Ichneumonidae.